# Ladies Open Biel Bienne 2017
Ladies Open Biel Bienne 2017 byl tenisový turnaj pořádaný jako součást ženského okruhu WTA Tour, který se odehrával na krytých dvorcích s tvrdým povrchem Rebound Ace ve Swiss Tennis Arena Švýcarského národního tenisového centra, ležícího v ulici Rogera Federera. Probíhal  mezi 10. až 16. dubnem 2017 ve švýcarském městě Biel/Bienne jako premiérový ročník turnaje.
Událost s rozpočtem 250 000 dolarů patřila do kategorie WTA International Tournaments. Nejvýše nasazenou hráčkou ve dvouhře se stala světová osmnáctka Barbora Strýcová z České republiky. Jako poslední přímá účastnice do dvouhry nastoupila 107. estonská hráčka žebříčku Anett Kontaveitová.
Premiérový titul na okruhu WTA Tour vybojovala 17letá Češka  Markéta Vondroušová, která prošla kvalifikací a odehrála teprve druhý turnaj v této úrovni ženského tenisu. První společnou trofej si ze čtyřhry odvezly členky tchajwansko-rumunského páru, Sie Šu-wej a Monica Niculescuová.

## Distribuce bodů a finančních odměn

### Distribuce bodů
| Soutěž  | vítězky | finalistky | semifinalistky | čtvrtfinalistky | 16 v kole | 32 v kole | Q  | Q3 | Q2 | Q1 |
| ------- | ------- | ---------- | -------------- | --------------- | --------- | --------- | -- | -- | -- | -- |
| dvouhra | 280     | 180        | 110            | 60              | 30        | 1         | 18 | 14 | 10 | 1  |
| čtyřhra | 280     | 180        | 110            | 60              | 1         | —         | —  | —  | —  | —  |

### Finanční odměny
| Soutěž                                | vítězky | finalistky | semifinalistky | čtvrtfinalistky | 16 v kole | 32 v kole | Q3     | Q2   | Q1   |
| ------------------------------------- | ------- | ---------- | -------------- | --------------- | --------- | --------- | ------ | ---- | ---- |
| dvouhra                               | $43 000 | $21 400    | $11 300        | $5 900          | $3 310    | $1 925    | $1 005 | $730 | $530 |
| čtyřhra                               | $12 300 | $6 400     | $3 435         | $1 820          | $960      | —         | —      | —    | —    |
| částky ve čtyřhře jsou uváděny na pár |         |            |                |                 |           |           |        |      |      |

## Ženská dvouhra

### Nasazení
| Stát                         | Hráčka                    | WTA | Nasazení |
| ---------------------------- | ------------------------- | --- | -------- |
| Česko                        | Barbora Strýcová          | 18. | 1.       |
| Španělsko                    | Carla Suárezová Navarrová | 25. | 2.       |
| Maďarsko                     | Tímea Babosová            | 30. | 3.       |
| Itálie                       | Roberta Vinciová          | 34. | 4.       |
| Německo                      | Laura Siegemundová        | 37. | 5.       |
| Francie                      | Alizé Cornetová           | 44. | 6.       |
| Německo                      | Julia Görgesová           | 46. | 7.       |
| Rumunsko                     | Monica Niculescuová       | 47. | 8.       |
| Žebříček WTA k 3. dubnu 2017 |                           |     |          |

### Jiné formy účasti
Následující hráčky obdržely divokou kartu do hlavní soutěže:
- Belinda Bencicová
- Rebeka Masárová
- Carla Suárezová Navarrová

Následující hráčky postoupily z kvalifikace:
- Marie Bouzková
- Antonia Lottnerová
- Aljaksandra Sasnovičová
- Markéta Vondroušová

Následující hráčka postoupila z kvalifikace jako tzv. šťastná poražená:
- Lina Gjorcheská[1]

### Odhlášení
před zahájením turnaje
- Alizé Cornetová (poranění pravého ramene)[1] → nahradila ji  Lina Gjorcheská
- Kirsten Flipkensová → nahradila ji  Mona Barthelová
- Kristina Mladenovicová → nahradila ji  Julia Boserupová
- Cvetana Pironkovová → nahradila ji  Sie Šu-wej
- Jaroslava Švedovová → nahradila ji  Jana Čepelová

## Ženská čtyřhra

### Nasazení
| Stát                                                                     | Hráčka                | Stát               | Hráčka              | WTA  | Nasazení |
| ------------------------------------------------------------------------ | --------------------- | ------------------ | ------------------- | ---- | -------- |
| Švýcarsko                                                                | Xenia Knollová        | Nizozemsko         | Demi Schuursová     | 99.  | 1.       |
| Čínská Tchaj-pej                                                         | Sie Šu-wej            | Rumunsko           | Monica Niculescuová | 102. | 2.       |
| Rumunsko                                                                 | Ioana Raluca Olaruová | Ukrajina           | Olga Savčuková      | 104. | 3.       |
| Belgie                                                                   | Elise Mertensová      | Spojené království | Heather Watsonová   | 156. | 4.       |
| Žebříček WTA k 3. dubnu 2017; číslo je součtem umístění obou členek páru |                       |                    |                     |      |          |

### Jiné formy účasti
Následující páry obdržely divokou kartu do hlavní soutěže:
- Amandine Hesseová /  Rebeka Masárová
- Ylena In-Albonová /  Leonie Küngová

## Přehled finále

### Ženská dvouhra
- Markéta Vondroušová vs.  Anett Kontaveitová, 6–4, 7–6(8–6)

### Ženská čtyřhra
- Sie Šu-wej /  Monica Niculescuová vs.  Timea Bacsinszká /  Martina Hingisová, 5–7, 6–3, [10–7]